# Prodrepanura
Genre
Prodrepanura est un genre de collemboles de la famille des Entomobryidae.

## Distribution
Les espèces de ce genre se rencontrent en zone paléarctique.

## Liste des espèces
Selon Checklist of the Collembola of the World (version du 9 septembre 2019) :
- Prodrepanura altaica Jordana, Potapov & Baquero, 2011
- Prodrepanura musatica (Stach, 1935)
- Prodrepanura pseudomusatica Palissa, 2006
- Prodrepanura qumrana Gruia, 1995

## Publication originale
- Stach, 1963 : The Apterygotan fauna of Poland in relation to the World-fauna of this group of insects. IX Tribe Entomobryini. Polska Akademia Nauk, Instytut Zoologiczny, p. 1-126.